# Universität Parma
Die Universität Parma (italienisch: Università degli Studi di Parma; lateinisch: Alma Universitas Studiorum Parmensis) ist eine staatliche Universität in Parma mit mehr als 28.000 Studierenden. Im Jahre 962 gegründet, gehört sie zu den ältesten Universitäten der Welt.

## Dipartimenti – Fachbereiche

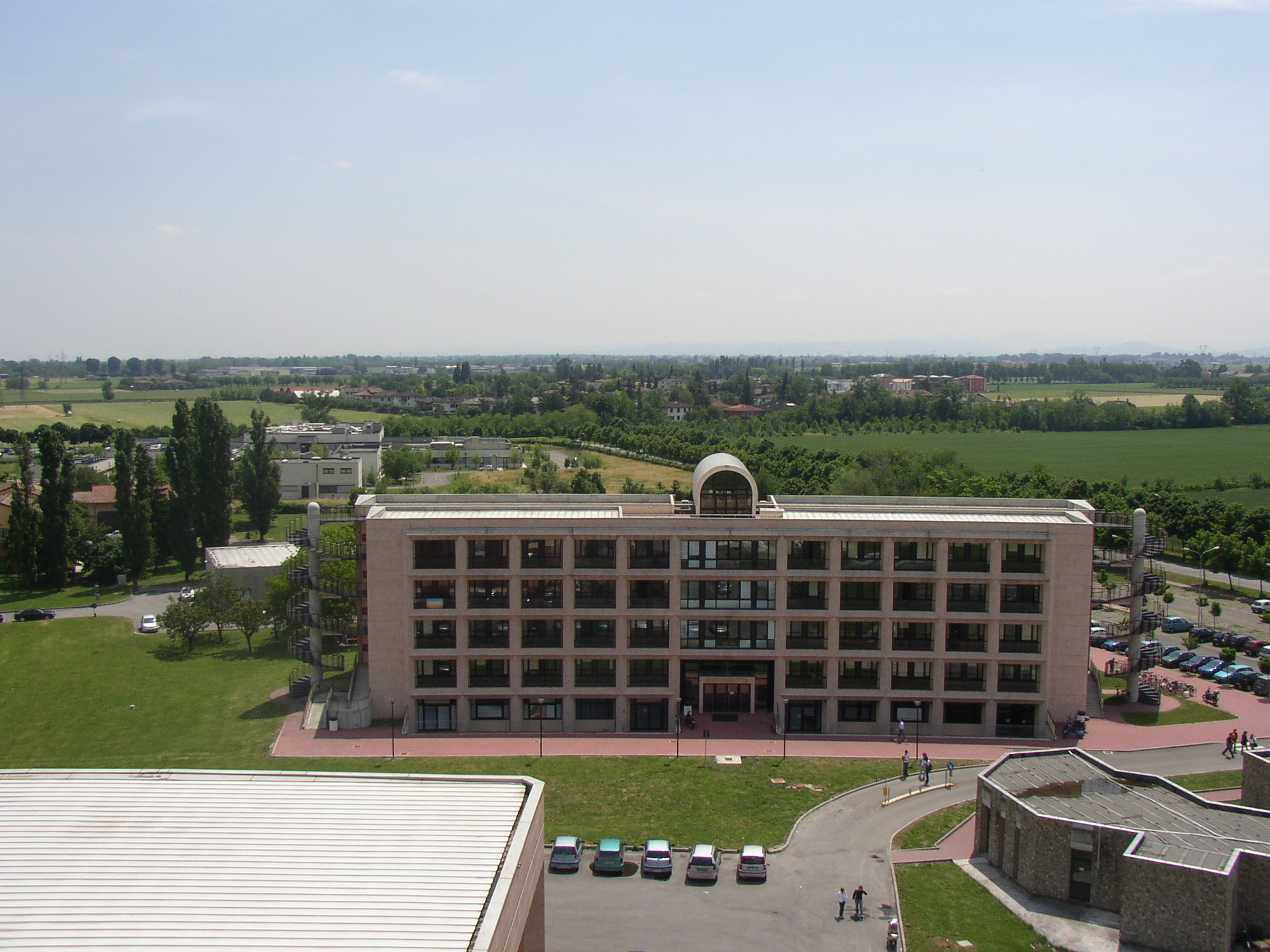
Institut für Mathematik der Universität Parma

Seit Januar 2017 führt die Universität Parma ihre Lehr- und Forschungsaktivitäten in neun verschiedenen Dipartimenti – Fachbereichen – durch.
- Discipline umanistiche, sociali e delle imprese culturali – Geistes- und Sozialwissenschaften und Kulturunternehmen
- Giurisprudenza, studi politici e internazionali - Rechtswissenschaften, politische und internationale Studien
- Ingegneria e architettura – Ingenieurwesen und Architektur
- Medicina e chirurgia - Medizin und Chirurgie
- Scienze degli alimenti e del farmaco - Lebensmittel- und Medikamentenwissenschaften
- Scienze chimiche, della vita e della sostenibilità ambientale - Chemie, Biowissenschaften und ökologische Nachhaltigkeit
- Scienze economiche e aziendali - Wirtschaftswissenschaften und Unternehmenswissenschaften
- Scienze matematiche, fisiche e informatiche - Mathematik, Physik und Informatik
- Scienze medico-veterinarie - Veterinärmedizinische Wissenschaften

## Bekannte Dozenten
- Carlo Amoretti, Kirchenrechtler
- Cristiana De Filippis, Mathematikerin
- Luigi Di Bella, Arzt und Physiologe
- Faustino Fabbianelli, Spezialist für Klassische deutsche Philosophie
- Beppo Levi, Mathematiker
- Giuseppe Mingione, Mathematiker
- Mario Nizolio, Philosoph und Humanist
- Giovanni Riccioli, Theologe und Astronom
- Giacomo Rizzolatti, Neurophysiologe
- Beppe Severgnini, Journalist und Schriftsteller

## Bekannte Studenten
- Pierluigi Angeli (* 1938), Politiker
- Lorenzo Respighi (1824–1889), Astronom
- Ferdinando Gianella (1837–1917), Schweizer Ingenieur, Architekt und Politiker